# Meisebächle
Das Meisebächle ist ein gut 600 Meter langer Bach des Südschwarzwaldes im Todtnauer Stadtteil Schlechtnau im baden-württembergischen Landkreis Lörrach. Er entspringt am Osthang des Kresselbergs und mündet unterhalb von Schlechtnaus Wohnbebauung von rechts und Nordwesten in die Wiese.

## Name
Auf allen gängigen aktuellen Karten ist der Bach namenlos, er hat auch keine Gewässerkennzahl. Auf der Historischen Gemarkungsübersicht Baden findet sich jedoch die Bezeichnung Meisebächle.

## Geographie

### Verlauf
Das Meisebächle entspringt auf etwa 788 m ü. NHN am Osthang des Kresselbergs im Naturschutzgebiet Utzenfluh und fließt zunächst in südöstlicher Richtung durch ein Waldstück nördlich des Wohnplatzes Kressel. Auf etwa 725 m ü. NHN biegt es nach links ab und verläuft fortan in östlicher Richtung am Waldrand entlang. Auf etwa 640 m ü. NHN teilt es sich, der Hauptstrang biegt nach Südosten ab, der Nebenstrang fließt in östlicher Richtung weiter. Beide Teilläufe unterqueren den Todtnauerliweg und die Feldstraße, ehe sie im Gewann Meise von rechts in die Wiese münden. Der Hauptstrang mündet auf etwa 603 m ü. NHN aus Nordwesten.
Der gut 600 Meter lange Lauf des Meisebächles endet rund 185 Höhenmeter unterhalb seiner Quelle, er hat somit ein mittleres Sohlgefälle von etwa 31 %.

### Einzugsgebiet
Das naturräumlich zum Südschwarzwald gehörende Einzugsgebiet ist knapp 40 Hektar groß und liegt vollständig auf der Gemarkung Schlechtnau, einem Stadtteil der Stadt Todtnau. Der höchste Punkt des Einzugsgebiets liegt im Nordwesten auf ungefähr 990 m ü. NHN auf einem Ausläufer der Hasbacher Höhe. 
Die Einzugsgebiete der folgenden Nachbargewässer grenzen an:
- Im Norden und Süden liegen Gebiete, die von der Wiese selbst entwässert werden;
- jenseits der westlichen Wasserscheide liegt das Einzugsgebiet des Utzenbachs, einem Nebenlauf des Wiedenbachs der sich weiter unterhalb in die Wiese ergießt.

### Zuflüsse
Auf der amtlichen Gewässerkarte sind keine benannten Zuflüsse verzeichnet, lediglich ein namenloser Wiesenauenbach findet sich auf der topografischen Karte, dieser ist etwa 160 Meter lang, entspringt auf etwa 718 m ü. NHN und mündet auf rund 680 m ü. NHN von rechts und Süden.

### Flusssystem Wiese
- Fließgewässer im Flusssystem Wiese